# Ретроперитонеално пространство
Ретроперитонеалното пространство (ретроперинеума) е анатомичното пространство в коремната кухина зад перитонеума. Няма специфична анатомична структура. Органите са ретроперитонеални, ако имат перитонеум само от предната си страна. Структури, който не са прекъсвани от мезентериум в коремната кухина и се намират между париеталния перитонеум и коремната стена са класифицирани като ретроперитонеални.
Ретроперинеума може да бъде разделен и на следните категории:
- Параренално пространство
- Предно параренално пространство
- Задно параренално пространство